# مناطق الأمم المتحدة الآمنة

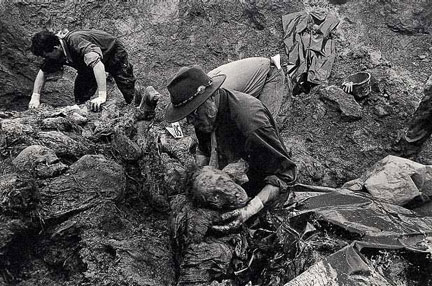

كانت مناطق الأمم المتحدة الآمنة (مناطق الأمم المتحدة الآمنة) عبارة عن ممرات إنسانية أُنشئت عام 1993 في أراضي البوسنة والهرسك خلال حرب البوسنة بموجب عدة قرارات صادرة عن مجلس الأمن التابع للأمم المتحدة.
في 16 أبريل 1993، بموجب قرار مجلس الأمن الدولي رقم 819 ، تم إعلان جيب سريبرينيتشا منطقة آمنة. في 6 مايو 1993، قرر مجلس الأمن التابع للأمم المتحدة رقم 824 تمديد الوضع ليشمل سراييفو وسيبا وغورايد وتوزلا وبيهاتش. وُضعت هذه المدن والأراضي تحت حماية وحدات حفظ السلام التابعة للأمم المتحدة.
يعتبر إنشاء المناطق الآمنة للأمم المتحدة اليوم أحد أكثر قرارات الأمم المتحدة إثارة للجدل. لم تكن القرارات واضحة بشأن الإجراء الذي سيتم من خلاله حماية هذه المناطق الآمنة في منطقة حرب مثل البوسنة والهرسك. خلق القرار وضعاً دبلوماسياً صعباً لأن الدول الأعضاء التي صوتت لصالحه لم تكن، لأسباب سياسية، على استعداد لاتخاذ الخطوات اللازمة لضمان أمن المناطق الآمنة تم قتل المدنيين نتيجة تقصير الأمم المتحدة وعدم اهتمامهم بما يحصل من الاجتياح الصربي
في عام 1995 كان الوضع في المناطق الآمنة للأمم المتحدة يتدهور، مما أدى إلى أزمة دبلوماسية بلغت ذروتها في مذبحة سريبرينيتشا. واحدة من أسوأ الفظائع في أوروبا منذ الحرب العالمية الثانية. وكان قرارا الأمم المتحدة رقم 819 و 836 قد حددا سريبرينيتشا «منطقة آمنة» يجب حمايتها باستخدام «جميع الوسائل الضرورية، بما في ذلك استخدام القوة». أدت الهجمات المستمرة على المناطق الآمنة التابعة للأمم المتحدة وكذلك استمرار حصار سراييفو في نهاية المطاف إلى تدخل الناتو في البوسنة والهرسك باسم عملية القوة المتعمدة.
بحلول نهاية الحرب، تعرضت كل منطقة من المناطق الآمنة للهجوم من قبل الصرب،
وتم اجتياح سريبرينيتشا وسيبا.
وحدثة مذبحة تحت انظار الامم المتحدة